# Oxbow (Maine)
Oxbow war eine Plantation im Aroostook County des Bundesstaates Maine in den Vereinigten Staaten. Im Jahr 2010 lebten dort 66 Einwohner in 74 Haushalten auf einer Fläche von 99,2 km². 2017 ging die Plantation im Aroostook County auf.

## Geographie
Nach dem United States Census Bureau hat Oxbow eine Gesamtfläche von 99,1 km², von der 97,9 km² Land sind und 1,2 km² aus Gewässern bestehen.

### Geographische Lage
Im Süden Oxbows grenzt das Penobscot County an. Der Aroostook River fließt in nordöstlicher Richtung durch Oxbow. Ein weiterer Arm des Aroostook Rivers fließt aus Süden kommend in nördliche Richtung und nördlich der Ansiedlung Oxbow mündet dieser im Aroostook River. Südöstlich von Oxbow befindet sich der 320 m hohe Oak Hill.

### Nachbargemeinden
Alle Entfernungen sind als Luftlinien zwischen den offiziellen Koordinaten der Orte aus der Volkszählung 2010 angegeben.
- Norden: Unorganized Territory von Northwest Aroostook, 76,4 km
- Nordosten: Masardis, 14,8 km
- Osten: Unorganized Territory von Central Aroostook, 32,6 km
- Süden: Unorganized Territory von North Penobscot, 4,0 km
- Westen: Unorganized Territory von Northwest Aroostook, 31,7 km

## Geschichte
Besiedelt wurde die Gegend um 1839 und im Jahr 1848 als Township No. 9, Sixth Range West of the Easterly Line of the State (T9 R6 WELS) organisiert und Umcolcus Plantation genannt. In Umcolcus befand sich auch das Post Office. Am 8. August 1870 wurde es in Oxbow Plantation umbenannt. Dies wurde im Jahr 1873 legalisiert und 1895 bestätigt. Im Jahr 1880 lebten 147 Menschen in Oxbow Plantation. Es gibt nur rund um das Postamt eine Ansiedlung in Oxbow.
Im Jahr 2015 haben sich die Bewohner der Plantation in einer Abstimmung dafür ausgesprochen, dass die Plantation deorganisiert wird. Die Bewohner möchten zu den Unorganisierten Gebieten im Aroostoock County gehören, da für diese kleine Gemeinde die Kosten für die Bewohner zu hoch werden. Der Anteil Oxbows an der gemeinsamen Ashland District School beträgt etwa $ 57.000, was eine enorme Belastung für die knapp 60 Einwohner darstellt. 2017 ging die Plantation schließlich im Aroostook County auf.

### Einwohnerentwicklung
| Volkszählungsergebnisse – Plantation of Oxbow, Maine | Volkszählungsergebnisse – Plantation of Oxbow, Maine | Volkszählungsergebnisse – Plantation of Oxbow, Maine | Volkszählungsergebnisse – Plantation of Oxbow, Maine | Volkszählungsergebnisse – Plantation of Oxbow, Maine | Volkszählungsergebnisse – Plantation of Oxbow, Maine | Volkszählungsergebnisse – Plantation of Oxbow, Maine | Volkszählungsergebnisse – Plantation of Oxbow, Maine | Volkszählungsergebnisse – Plantation of Oxbow, Maine | Volkszählungsergebnisse – Plantation of Oxbow, Maine | Volkszählungsergebnisse – Plantation of Oxbow, Maine |
| Jahr                                                 | 1800                                                 | 1810                                                 | 1820                                                 | 1830                                                 | 1840                                                 | 1850                                                 | 1860                                                 | 1870                                                 | 1880                                                 | 1890                                                 |
| ---------------------------------------------------- | ---------------------------------------------------- | ---------------------------------------------------- | ---------------------------------------------------- | ---------------------------------------------------- | ---------------------------------------------------- | ---------------------------------------------------- | ---------------------------------------------------- | ---------------------------------------------------- | ---------------------------------------------------- | ---------------------------------------------------- |
| Einwohner                                            |                                                      |                                                      |                                                      |                                                      |                                                      |                                                      |                                                      | 100                                                  | 127                                                  | 94                                                   |
| Jahr                                                 | 1900                                                 | 1910                                                 | 1920                                                 | 1930                                                 | 1940                                                 | 1950                                                 | 1960                                                 | 1970                                                 | 1980                                                 | 1990                                                 |
| Einwohner                                            | 153                                                  | 181                                                  | 198                                                  | 176                                                  | 178                                                  | 189                                                  | 137                                                  | 92                                                   | 84                                                   | 69                                                   |
| Jahr                                                 | 2000                                                 | 2010                                                 | 2020                                                 | 2030                                                 | 2040                                                 | 2050                                                 | 2060                                                 | 2070                                                 | 2080                                                 | 2090                                                 |
| Einwohner                                            | 56                                                   | 66                                                   |                                                      |                                                      |                                                      |                                                      |                                                      |                                                      |                                                      |                                                      |

## Wirtschaft und Infrastruktur
Die Haupteinkommensquelle des Ortes ist die Jagd. Oxbow bietet mehrere Unterkünfte für Jäger an, deren Hauptattraktion geführte Bärenjagden sind. Fischen und Kanufahrten zählen ebenfalls zu den Angeboten für Touristen. Weiterhin gibt es Geschäfte, die Handwerkserzeugnisse aus Maine anbieten.

### Verkehr
Östlich von Oxbow führt die Maine State Route 11, der Aroostoock Sceenic Highway eine der ältesten Straßen im nördlichen Maine, in nordsüdlicher Richtung verlaufend an Oxbow vorbei. Die Oxbow Road zweigt in westlicher Richtung von ihm ab und verläuft zentral durch Oxbow.

In Oxbow gibt es keine eigene Bücherei. Die nächstgelegenen stehen den Bewohnern von Oxbow in Ashland, Presque Isle oder Caribou zur Verfügung.
Das Katahdin Valley Health Center unterhält eine Einrichtung in Ashland, die auch von den Bewohnern von Oxbow genutzt werden kann.

### Bildung
Die Ashland District School befindet sich in Ashland und ist Teil des Maine School Administrative District #32. Zum District gehören neben Ashland auch Garfield Plantation, Masardis, Oxbow, Portage Lake und Sheridan. Zum District gehören neben Ashland Garfield Plantation, Masardis, Oxbow, Portage Lake und Sheridan.
Die Ashland District School bietet für etwa 320 Schulkinder Klassen von Pre-Kindergarten bis zur zwölften Klasse. Die Schule ist bei der New England Association of Schools and Colleges akkreditiert.